# Rheinfall
Rheinfall je najveći vodopad u Europi, a nalazi se u Švicarskoj. Ukupna visina vodopada je 23 metara, a najduži slap je dug 150 metara. On se nalazi u Švicarskoj, na teritoriju općine Neuhausen am Rheinfall u kantonu Schaffhausen (desna obala) i Laufen-Uhwiesen u kantonu Zürichu (lijeva obala), oko četiri kilometara zapadno ispod grada Schaffhausena.

## Turizam
Postoje izletničke brodice na Rheinfallu kojima se isto tako može iskrcali na sredini stijene.